# Misericòrdia (districte de València)

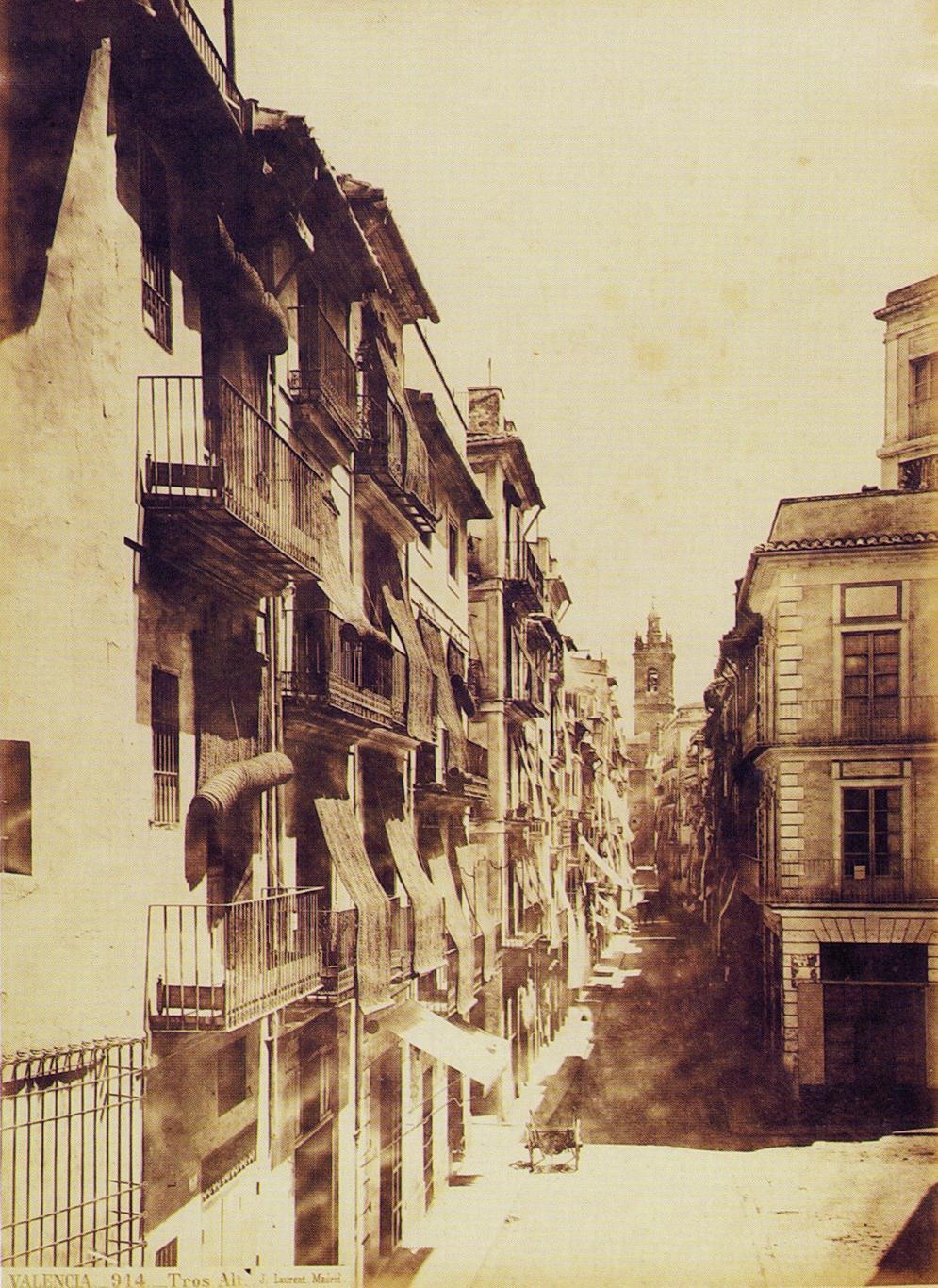
Carrer de la Bosseria (1870)

La Misericòrdia fou un antic districte de la ciutat de València existent entre aproximadament la fi del segle XIX i l'any 1939. El districte ocupava part o la totalitat dels actuals barris d'El Carme, Velluters i El Mercat al districte de Ciutat Vella; El Botànic, La Petxina i Arrancapins al districte d'Extramurs.
El districte rep el seu nom per l'antiga Casa Hospici de la Mare de Déu de la Misericòrdia, localitzada al número 4 del carrer de Sant Miquel, annexa a l'església homònima enderrocada a la dècada del 1940, entre els anys 1675 i 1948, quan fou enderrocada. Actualment, al lloc de la Casa de Misericòrdia, es troba l'Església de la Mare de Déu del Puig, que era l'antiga capella de l'institució.

## Nomenclàtor de carrers i places
Heus ací una relació dels carrers del districte a l'any 1916:
- C/ dels Aladrers
- C/ Alt
- C/ d'Azcárraga
- Baixada de Sant Miquel
- C/ del Beat Gaspar Bono
- C/ de la Bosseria
- C/ de Borrull
- C/ del Botànic
- C/ del Bon Ordre
- C/ de Cañete
- C/ de Carrasquet
- C/ de la Conquesta
- C/ de la Corona
- C/ de Quart
- Cubertizo de Sant Pau
- C/ de la Cullereta
- C/ del Doctor Montserrat
- C/ d'Embañ[6]
- C/ d'Espinosa
- C/ del Fresquet
- C/ de Jesús i Maria
- C/ de Marín
- C/ de les Monges
- C/ del Moro Zeit
- C/ de Murillo
- C/ del Nord
- C/ del Pare Tosca
- C/ del Palleter
- C/ del Palomar
- C/ de Pérez Escrich
- C/ de Pinzón
- C/ del Quemadero
- C/ del Rei en Jaume
- C/ de Sant Climent
- C/ de Sant Donís
- C/ de Sant Jacint
- C/ de Sant Miquel
- C/ de Sant Pere Pasqual
- C/ de Santa Júlia
- C/ del Socors
- C/ de Tarazona
- C/ dels Teixidors
- C/ de Terol
- C/ del Tint
- C/ del Túria
- C/ de la Verge de la Misericòrdia
- Pl. de la Beneficència
- Pl. del Botànic
- Pl. del Mossén Sorell
- Pl. de l'Olivereta
- Pl. de Sant Jaume
- Pl. de Sant Miquel
- Pl. de Sant Sebastià
- Pl. de Santa Ursula
- Pl. del Socors

## Demografia
| Població | 18.883 | 28.080 | 28.428 | 37.889 |

## Representació electoral
La següent taula presenta un resum dels regidors elegits al districte durant les eleccions municipals al tems que va existir el districte.
| Candidatura                                                                           | Candidatura | 1899 | 1901 | 1903 | 1905 | 1909 I | 1909 II | 1911 | 1913 | 1915 | 1917 | 1920 | 1922 | 1931 |
|                                                                                       | FR/PURA     | 2    | 2    | 2    | 2    | 2      | 1       | 1    | 1    | -    | -    | -    | 1    | h    |
|                                                                                       | PL          |      | 0    | 0    |      |        |         |      |      | n/a  | n/a  | n/a  |      | -    |
|                                                                                       | PC          | 1    | 0    | 1    |      | 1      | 1       | 2    | 1    | n/a  | n/a  | n/a  | 1    | -    |
|                                                                                       | CT          | 0    |      |      | 0    |        |         |      |      | n/a  | n/a  | n/a  | -    | -    |
|                                                                                       | PSOE        |      |      |      |      |        |         |      |      | -    | -    | -    | -    | 1    |
|                                                                                       | Ind.        |      | 1    |      |      |        |         |      | 0    |      |      |      |      | 2    |
| Regidors                                                                              | Regidors    | 3    | 3    | 3    | 2    | 3      | 2       | 3    | 2    | n/a  | n/a  | n/a  | 2    | 5    |
| Fonts: Las Provincias, El Pueblo, Diario de Valencia i La Correspondencia de Valencia |             |      |      |      |      |        |         |      |      |      |      |      |      |      |